# 小行星6804
小行星6804（6804 Maruseppu）是一颗围绕太阳公转的小行星。1995年11月16日，中村彰正在久万高原町发现了此天体。
該小行星以日本北海道的丸瀨布町命名。
这颗小行星的绝对星等为239.6490061832115等。